# Ocrisiona eucalypti
Ocrisiona eucalypti är en spindelart som beskrevs av Zabka 1990. Ocrisiona eucalypti ingår i släktet Ocrisiona och familjen hoppspindlar. Inga underarter finns listade i Catalogue of Life.